# Andreï Dournovtsev
Andreï Egorovitch Dournovtsev (en russe : Андрей Егорович Дурновцев) (14 janvier 1923 - 24 octobre 1976) est un militaire soviétique, major dans l'armée de l'air. Il largua la bombe à hydrogène Tsar Bomba le 30 octobre 1961. Il pilotait un bombardier Tu-95V spécialement modifié qui utilisait une peinture blanche spéciale pour réfléchir l'énorme chaleur émise par la réaction de fusion de cet engin qui fut la plus puissante bombe testée jusqu'à présent,,.